# Blair Brown (volley-ball)
Blair Brown est une ancienne joueuse de volley-ball américaine née le 5 mars 1988 à Purcellville (Virginie). Elle mesure 1,97 m et jouait au poste de attaquante.

## Clubs
| Club                  | De        | À         |
| --------------------- | --------- | --------- |
| Penn State University | 2007-2008 | 2009-2010 |
| Minerva Volley Pavia  | 2011-2011 | 2011-2011 |
| Indias de Mayagüez    | 2012-2012 | 2012-2012 |
| Valencianas de Juncos | 2012-2012 | 2012-2012 |
| Volley Bergamo        | 2012-2013 | 2012-2013 |
| Évreux Volley-ball    | 2013-2014 | 2013-2014 |